# حوزه فدرال

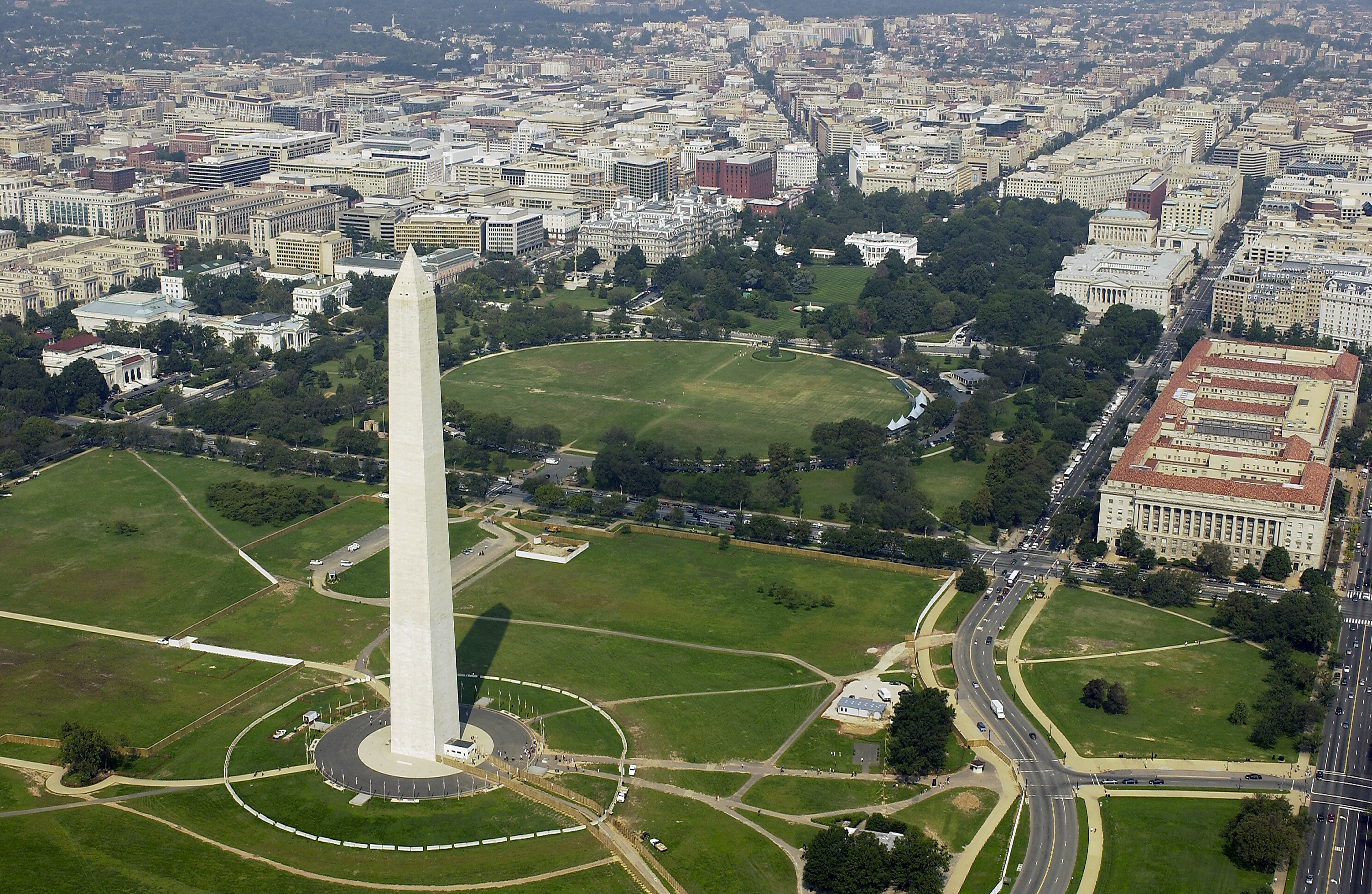
واشینگتن دی‌سی در ناحیهٔ کلمبیا در ایالات متحده آمریکا

حوزه فدرال زیرشاخه‌ای از دولت فدرال است. غالباً حوزه فدرال یکی از تقسیمات کشوری به حساب نمی‌آید، بلکه بیانگر نهادهایی است که مستقیماً توسط دولت فدرال اداره می‌شوند.